# 草野あずみのハッピー競馬
草野あずみのハッピー競馬（くさのあずみのハッピーけいば）はSTVラジオで2023年4月9日から放送されている生ワイド番組。

## 概要
日曜午後の『イイ加減にしろっぷサンデー』の後半部分（15:00 - 17:00）の放送枠を刷新する形で、日曜日の中央競馬のレースの模様を中継するほか、競馬に関連したニュースや豆知識を伝えるコーナーに加え、パーソナリティの草野がハマっている「ハッピーなコンテンツ」を紹介するコーナーも展開する。
2024年の秋の改編からは放送開始時間を30分前倒しして、リスナーから「ハッピーメッセージ」として日常の小さな幸せについてのエピソードや楽曲リクエストも募集している。

## 放送時間
- 2024年10月6日[3] - 12月22日・2025年4月6日 -：毎週日曜日 14:30 - 17:00

過去の放送時間
- 2023年4月9日[1] - 2024年9月29日 ：毎週日曜日 15:00[1] - 17:00
- 2025年1月5日 - 3月30日：毎週日曜日 14:30 - 16:45

## パーソナリティ
- 草野あずみ

代打パーソナリティ
- じゅんぺい（しろっぷ）
  - 2024年11月10日  - 「STVラジオ 秋のスペシャルステージ in BiVi新さっぽろ」での草野司会の「宮西尚生のなんとかなるさ」公開録音に伴い代演[4]。
  - 2025年4月20日[5] - 新婚旅行の休暇に伴い代演。

## タイムテーブル
- 14:33：天気・交通情報（1）
- 14:55：メッセージパート - リスナーからのハッピーなエピソードを主に紹介。
- 15時台：中央競馬実況中継（内包番組）
  - 北海道開催期間外は関東（東京・中山）準メインとメインレース及び関西主場（京都・阪神）メインを中継する。北海道開催期間中は札幌・函館準メインとメインレースを中継し、北海道以外のレースは当日重賞競走がある競馬場のメインレースを優先して中継する。但し、北海道開催期間中でも東西主場どちらも重賞競走開催日や非重賞開催日は関東主場（夏季福島・新潟開催日含む）のメインレースを優先する。
  - レースの合間には最新の競馬関連ニュースや、リスナーからEメールやSNSで寄せられたその日の中継レースの勝馬予想などのメッセージも紹介する。札幌・函館レース開始前は現地競馬場の実況席から中継を繋ぎ、レース前の進行担当者が出走馬やオッズといった直前情報を述べる。
  - 14時台後半への拡大以前は関東（第3場の重賞開催日を除く）や道内の競馬場での準メインなどで中継対象1レース目の発走時刻が14時台となる場合に直前番組（2023年度「イイ加減にしろっぷサンデー」、2024年度上半期「MUSIC★J」）にて当該レースを放送、MUSIC★Jでは草野が中継パート前後のアナウンスを担当した。また番組開始時の15時台冒頭で準メインレースを放送する場合は、15時の時報直後に中央競馬実況中継のタイトルコールを挟みレース開始まで簡単な挨拶を行い、レース終了後に当番組のオープニングパートを行った。
- 16:00：MUSIC BOX
  - アーティスト特集やライブミックスなど週替りのテーマに沿って楽曲を3曲程度取り上げる。2024年10月6日開始[3]。序盤にテーマをアナウンスし、曲間にコーナージングルを挟んで転換し最後に曲目情報をまとめてアナウンスする構成としている。
- 16:15：レース結果・払い戻し情報
- 16:25：イチバン![6]
  - リスナーから主に放送日と同日の記念日に因んだ週替りの『あなたのイチバン○○』のテーマでメッセージを募る。短縮放送時は行われない。
- 16:35：もっと知りたい!ホッカイドウ競馬
- 16:40：天気・交通情報（2）
- 16:45：メッセージパートまたは競馬ニュース
  - 主に「イチバン!」コーナーに寄せられたメッセージを「延長戦」として紹介。
- 16:55：エンディング
  - 最後には「ハッピー、ハッピー!」のフレーズで締められており、草野は腕を上げ手でハートを頭上に作るアクションをしながら発している[7]。

季節限定コーナー
- もっと知りたい!ホッカイドウ競馬[6]
  - しろっぷが競馬解説者等の関係者との電話インタビューを通じてその週の注目レースやイベント等のホッカイドウ競馬の魅力や最新情報を紹介する。コーナーの最後には草野がホッカイドウ競馬公式YouTube番組「公式ホッカイドウ競馬LIVE「なまちゃき」」のその週の出演ゲスト等の情報やホッカイドウ競馬所属馬の遠征情報などを紹介する。ホッカイドウ競馬提供。しろっぷが休演する場合は草野が注目レースに関する情報を述べていた。16:35頃から放送、2024年3月31日開始[8]、年度上半期から11月までのホッカイドウ競馬開催期間中に実施。

## 過去のコーナー
- ウマのNarrative（ナラティブ）[9]
  - ある一頭の名馬の素顔や知られざるエピソードを関係者の証言などを通じて紹介する。16:10頃実施。2024年10月8日放送より開始、2023年3月31日終了。佐藤歯科医院提供。
- UMAJOタイムス[9]
  - 草野が競馬にもっと詳しくなるべく、基礎知識や関連スポット紹介等競馬の気になる情報を紹介する。16:00から実施。ある一頭の現役活躍馬をテーマに紹介する「推し馬から知る競馬」[9]、過去の名レースをテーマに紹介する「過去の名勝負から知る競馬」等といったシリーズも展開する[9]。2024年9月29日放送をもって終了[10]。

## 番組BGM
15時台実況中継前後パート
神達拳仁「振替休日」
中央競馬実況中継
中継パート直前：ハンク・トンプソン「Wildwood Flower」
もっと知りたい!ホッカイドウ競馬
- 冒頭・終盤草野あずみアナウンスパート：山崎燿「30th Overture (feat.マーティ・フリードマン)」
- しろっぷ出演パート冒頭：DIMENSION「Unnatural Life」（2025年度）

イチバン!
DEPAPEPE「Sailing」
過去のコーナー
UMAJOタイムス - EQUIP「Echoes in the Sky」
ウマのNarrative - 森下志音「ティシーヌ」
もっと知りたい!ホッカイドウ競馬 しろっぷ出演パート冒頭：上杉周大「ホラ キラキラ」（2024年度）

## 放送休止・時間変更
休止時は中央競馬の開催がない年末年始時を除き特別番組内で競馬中継・レース結果払戻情報を内包。
- 2023年
  - 8月13日「しょさんべつ岬まつり・星まつり」（16:30 - 17:00）のため、15:00 - 16:30に放送時間を短縮した。
  - 9月10日「キャンピング・スペシャル」（11:00 - 17:00）のため休止。ただし、同特番内で競馬中継とともに草野もゲスト出演した。
  - 12月24日「STVラジオ・チャリティー・ミュージックソン」第1部（12:00 - 17:00）のため休止。草野がレース結果・払戻アナウンスを担当。
  - 12月31日 年末特番「札幌そうぞくクリニック 今から始める!そうぞくの話」（15:00 - 16:00）・「酒本廣継のJAZZってブラボー!年末スペシャル」（16:00 - 17:00）のため休止。
- 2024年
  - 4月28日「なの花薬局 presents We are レッドイーグルス北海道〜ワシスタントと共に〜」（16:30 - 17:00）のため、15:00 - 16:30に放送時間を短縮。
  - 6月9日 「STVファイターズLIVE 東京ヤクルトスワローズVS北海道日本ハムファイターズ」のため、13:00 - 13:25に第1部として「もっと知りたい!ホッカイドウ競馬」コーナーなどを実施し野球中継終了後16:35 - 17:00まで第2部を放送。
  - 10月13日 「STVラジオスポーツスペシャル クライマックスシリーズ実況中継 日本ハム対千葉ロッテ」のため休止。
  - 12月29日 年末特番「タクシー運転手の食と人生」（14:30 - 15:00）・「八神純子 MUSIC TOWN」（15:00 - 15:30）・「ファイターズスペシャル2024～声で振り返る一年～」（15:30 - 16:00）・「札幌そうぞくクリニック 今から始める!そうぞくの話」（16:00 - 17:00）のため休止。